# Капа (ткань)

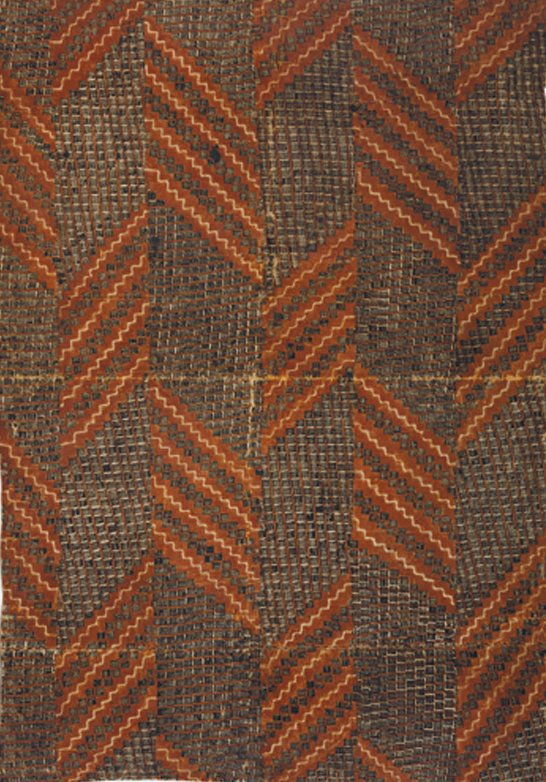
Гавайская капа.

Капа (гав. kapa) — ткань, изготавливавшаяся древними гавайцами из внутренней коры или лыка шелковицы (Бруссонетия бумажная, гав. Wauke) и некоторых других деревьев и кустарников из растений порядка розоцветных и мальвоцветных. Во многом схожа с тапой, распространённой во всей Полинезии, однако отличается от неё в способе производства.
Капа использовалась преимущественно для изготовления одежды. Например, из неё делали женские юбки, или пау (при этом использовалось несколько слоёв ткани, которые могли достигать длины в несколько метров), а мужчины использовали её в качестве набедренной повязки, или мало. Кроме того, капу иногда использовали в качестве накидки на плечи. В целом же, то, как носили/использовали капу, отражало статус человека в гавайском обществе. Например, капа-моэ (Kapa moe) использовалось в качестве простыни для гавайских вождей, или алии. Кроме того, в капу завёртывали новорождённых, кости умерших, а также использовали в различных религиозных обрядах.
В течение XX века культурные антропологи тщательно изучили процесс создания ткани капа, однако до сих пор некоторые секреты изготовления остаются нераскрытыми. Для её производства наиболее желательным считался лык бумажной бруссонетии, хотя также мог использоваться лык таких растений, как хлебное дерево, урера, Neraudia melastomifolia, Pipturus albidus, Rubus hawaiensis, Rubus macraei и Hibiscus tiliaceus. Сначала лыко растения отбивали специальной закруглённой колотушкой, или хохоа (гав. hohoa). В результате получались длинные широкие полоски, которые затем вымачивались в воде, где их оставляли немного побродить (это позволяло смягчить волокно). После этого полученную материю вновь отбивали колотушками, но уже с квадратным сечением, для её размягчения и получения из многослойных полос прямоугольных кусков материи.
К концу XIX века в связи со значительным влиянием европейских колонистов технология изготовления капы была утеряна.